# Zeno Welser von Welsersheimb

Minister Zeno Graf Welser von Welsersheimb, 1894

Zeno Philomenus Graf Welser von Welsersheimb, Freiherr zu Gumptenstein (* 1. Dezember 1835 in Laibach; † 2. Februar 1921 in Tab, Ungarn) war  österreichischer Offizier, zuletzt Feldzeugmeister, sowie Diplomat und Politiker.

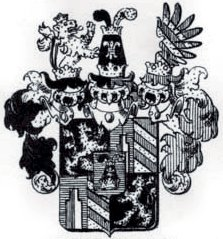
Wappen der Grafen Welser von Welsersheimb

## Leben
Zeno war der Sohn des Grafen Leopold Caspar Vincenz Welser von Welsersheimb, Otto Welser von Welsersheimb war sein Bruder. Mit 17 Jahren trat er als Kadett in den Militärdienst. 1853 wurde er Leutnant, 1857 Hauptmann im Generalstab. 1866 wurde er zum Major befördert und Flügeladjutant von Erzherzog Albrecht während des Krieges von 1866.
Er wurde dann Militärbevollmächtigter in Paris (bis 1870) und anschließend in Berlin (bis 1875). 1882 beförderte ihn Kaiser Franz Joseph I. zum Feldmarschallleutnant. Von 1880 bis 1905 fungierte er unter neun k.k. Ministerpräsidenten als k.k. Landesverteidigungsminister. 1887 ernannte ihn der Kaiser zum Mitglied des Herrenhauses des österreichischen Reichsrates; dieses wurde von der ersten republikanischen Regierung  am 12. November 1918 abgeschafft.
Er entstammte der Augsburger Patrizierfamilie Welser und war 1117. Träger des Ordens vom Goldenen Vlies, des höchstrangigen Ordens im kaiserlichen Österreich.
Verheiratet war er mit Karoline geb. Freiin Roden von Hirzenau (1840–1952). Ihre gemeinsame Tochter Emma Gräfin Welser von Welsersheimb, Freiin zu Gumptenstein (* 6. Januar 1884; † 7. August 1972), heiratete am 16. September 1913 in Wien den Grafen Johann Zeno Goëss.